# Vere St. Leger Goold
Vere Thomas St. Leger Goold (Waterford, 2 ottobre 1853 – isola del Diavolo, 8 settembre 1909) è stato un tennista e criminale irlandese, finalista della terza edizione del Torneo di Wimbledon.
Sportivo dalle ottime prospettive, si distinse negli anni 1870 come uno dei migliori giocatori britannici di tennis, disciplina allora ancora agli albori. Gareggiò nel singolare maschile del torneo di Wimbledon del 1879, arrivando in finale ma venendo sonoramente battuto da John Hartley. Le continue sconfitte successive lo portarono infine ad abbandonare lo sport nel giro di pochi anni.
Influenzato anche dalla moglie Marie, una donna dall'etica discutibile, si diede in seguito all'alcolismo, agli stupefacenti e al gioco d'azzardo. Recatisi insieme a Monte Carlo per tentare di sbancare l'iconico casinò, s'indebitarono con una ricca vedova svedese, Emma Levin. Per non doverle restituire i soldi che le spettavano, i Goold ne escogitarono l'omicidio, cruentemente perpetrato il 4 agosto 1907. Dopo una breve fuga, i due vennero catturati e processati dalle autorità francesi. Riconosciuto complice dell'omicidio, Vere St. Leger Goold venne incarcerato sull'isola del Diavolo, nella remota e insalubre Guyana francese, dove poi si tolse la vita meno di due anni dopo.

## Biografia

### Carriera tennistica

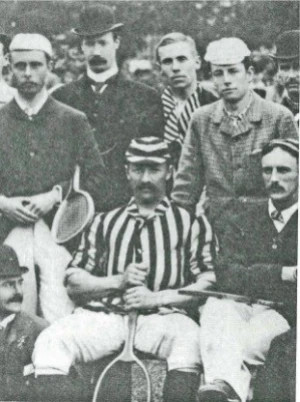
Fotografia dei membri di un club tennistico degli anni 1870; Vere St. Leger Goold è visibile in seconda fila, con una sciarpa a righe attorno al collo, dietro ad Herbert Lawford (seduto) e vicino ad Ernest Renshaw (estrema sinistra)

#### Inizi
Vere Goold nacque nel 1853 in Irlanda, in un'agiata famiglia cattolica della piccola nobiltà anglo-irlandese. Il padre era George Ignatius Goold, fratello di Henry Valentine Goold, III barone Goold, mentre la madre era Clara Webber Smith, figlia del generale James Webber Smith. Morta nel 1870 quando il figlio più giovane aveva solo diciassette anni, l'evento fu per Vere Goold molto traumatico. Il padre, un magistrato, gli fece ottenere una posizione in una commissione agraria di Dublino; inoltre Vere Goold affermava di ricevere 400 sterline annue dal conte di Cork. Durante la giovinezza studiò al Trinity College di Dublino. L'agiatezza della famiglia lasciava al giovane rampollo molto tempo libero; Vere si diede dunque molto presto all'attività sportiva, eccellendo nella boxe e soprattutto nel tennis, sport in rapida ascesa nella società vittoriana.
Scelse infine di dedicarsi al tennis, forse per vanità, poiché credeva che la boxe avrebbe finito per rovinargli l'aspetto avvenente. Era particolarmente forte nei colpi a volo, mentre peccava nella precisione dei tiri, cosa che lo portava a concedere molti punti agli avversari; spesso usava lo pseudonimo "St. Leger" per giocare nei tornei. Nel giugno 1879 vinse la prima edizione dell'Irish Open, massimo torneo tennistico irlandese, sconfiggendo in finale Charles David Barry per due set a zero (8-6, 8-6) e aggiudicandosi il premio in palio di 20 sterline. Acclamato come uno dei tennisti più forti del periodo, decise di partecipare all'ancora relativamente nuovo torneo di Wimbledon per consolidare la sua carriera.

#### Wimbledon 1879
(John Hartley su Vere St. Leger Goold.)
Appena un mese più tardi Vere Goold partecipò al singolare maschile di Wimbledon come favorito per la vittoria finale, passando agevolmente i primi due turni e incontrando maggiori difficoltà nel terzo e ai quarti di finale. Dopo aver saltato le semifinali per via del numero dispari dei partecipanti di quell'anno, raggiunse direttamente la finale del torneo confrontandosi con John Hartley, un reverendo anglicano dello Yorkshire. Il campione in carica, Frank Hadow, non si era presentato per difendere il titolo come prevedeva la formula di Wimbledon dell'epoca perché non più interessato a giocare a tennis, quindi l'incontro tra Goold e Hartley rappresentava la vera finale del torneo.

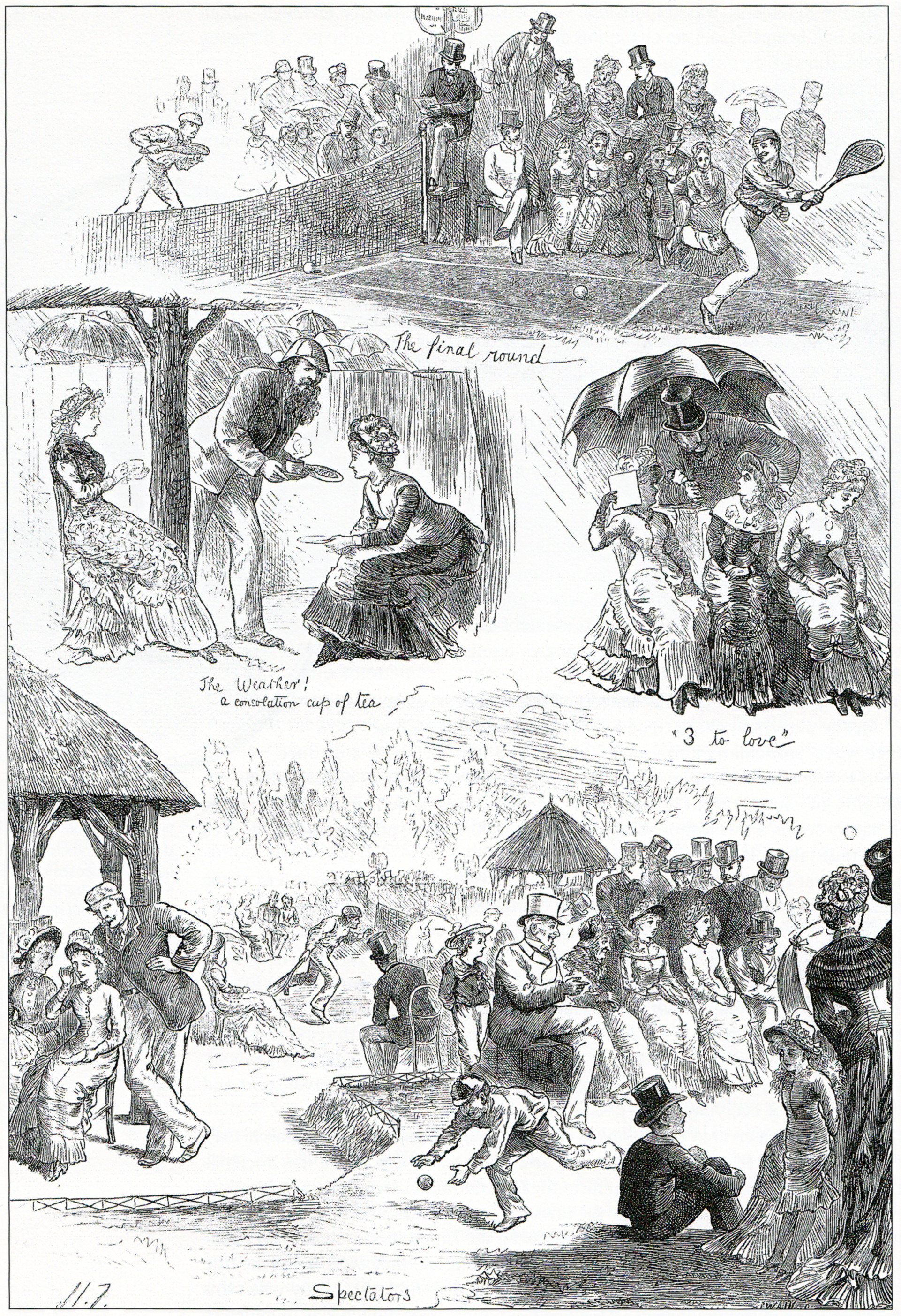
La finale di Wimbledon del 1879 tra Goold e John Thorneycroft Hartley (riquadro superiore) in un'illustrazione dell'Illustrated London News del 26 luglio 1879

Goold, partendo come favorito e sicuro di una facile vittoria, aveva passato la notte precedente a far baldoria, e giocò la partita del tutto deconcentrato a causa dei postumi dell'ubriachezza (e anche per la notizia della morte del padre, deceduto da poco). Si ritrovò invece di fronte un avversario agilissimo e difficile da battere, e perse i primi due set per 2-6 e 4-6. Nel terzo e ultimo set, stremato, riuscì ad ottenere solo due giochi contro i sei dell'avversario, concedendogli così la vittoria del torneo.
Nonostante la sconfitta finale, Vere St. Leger Goold rimase lo sportivo irlandese di maggior successo del torneo maschile di Wimbledon fino alle vittorie di Joshua Pim nelle edizioni 1893 e 1894 (nel tennis femminile invece Lena Rice vinse il singolare del 1890). Dopo la sconfitta contro Hartley, Vere Goold poté comunque prendersi una parziale rivincita nella finale per il secondo posto contro Cecil Francis Parr, che riuscì a sconfiggere in cinque combattuti set per tre a due (4-6, 6-2, 5-6, 6-4, 6-4).

#### Declino e ritiro
La sconfitta contro Hartley fu fatale per le prestazioni di Goold, che da quel momento cominciarono a calare in maniera drastica e costante.
Qualche mese più tardi gareggiò nel primo torneo tennistico tenutosi a Cheltenham, raggiungendo anche qui la finale del singolare maschile; tuttavia perse ancora, in un combattutissimo incontro con William Renshaw (più tardi pluricampione di Wimbledon). La partita terminò per tre set a due (4-6, 3-6, 6-5, 6-5, 4-6), dopo che nel set decisivo Goold aveva raggiunto un vantaggio di 4-1, per poi crollare e concedere cinque giochi consecutivi all'avversario.
L'anno successivo non riuscì a difendere l'unico titolo vinto all'Irish Open, perdendo nuovamente in finale contro Renshaw (1-6, 4-6, 3-6). Nello stesso anno arrivò l'ultima vittoria significativa, ottenuta in una tripla amichevole in doppio tra rappresentanti inglesi e irlandesi, con Vere Goold e W. H. Darby che si imposero per due partite a una su Herbert Lawford e A. J. Mulholland. Pareva tuttavia che Goold avesse cominciato a sopravvalutare le proprie doti atletiche, bevendo prima degli incontri e subendo così un drastico calo delle prestazioni, cosa che lo portò a perdere sempre più spesso. Queste sconfitte lo demoralizzarono, causando una spirale discendente che inficiò sempre più i suoi risultati sportivi. Infine nel 1883, incapace di competere ancora a livello agonistico, si ritirò da tutte le competizioni.

### Il matrimonio

#### Marie Girodin

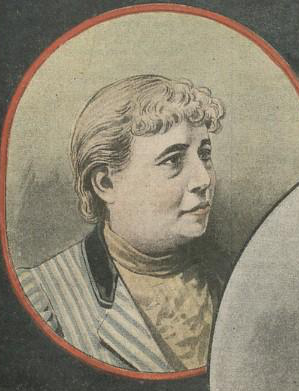
Marie Goold secondo la stampa dell'epoca

Dopo l'abbandono del tennis, la salute e la psiche del giovane declinarono rapidamente. Vere Goold perse del tutto il controllo di sé, dandosi al bere, agli stupefacenti (soprattutto all'oppio) e al gioco d'azzardo. Cominciò a sperperare a piene mani il patrimonio familiare, e venne per questo diseredato; abbandonò allora l'Irlanda per trasferirsi in pianta stabile a Londra, vivendo per alcuni anni in solitudine e con la sola compagnia di alcuni gatti randagi, sostenuto da donazioni di amici che speravano si rimettesse in sesto. Divenne tuttavia una conoscenza di Scotland Yard, venendo occasionalmente multato o arrestato per ubriachezza e disturbo della quiete pubblica.
Presto conobbe Marie Girodin, proprietaria di una sartoria a Londra. La donna, di origine francese, residente in Inghilterra e già due volte vedova, sebbene non fosse particolarmente bella, aveva una personalità molto forte e un grande carisma; attratta dalle sue origini nobili, non le fu difficile sedurre il già provato Goold, e i due si sposarono infine il 22 agosto 1891. Marie era una donna dai gusti costosi, che amava il lusso e la bella vita, e il matrimonio con Vere Goold era per lei l'occasione di ascendere all'alta società; rimase tuttavia estremamente contrariata nello scoprire il reale stato delle finanze di Goold, ormai privato del patrimonio familiare. Vere Goold era talmente sottomesso alla moglie che questa, a quanto pare, non si faceva scrupoli a sfruttarlo e ad abusare di lui, mandandolo perfino a mendicare per le strade.

#### Il vizio del gioco

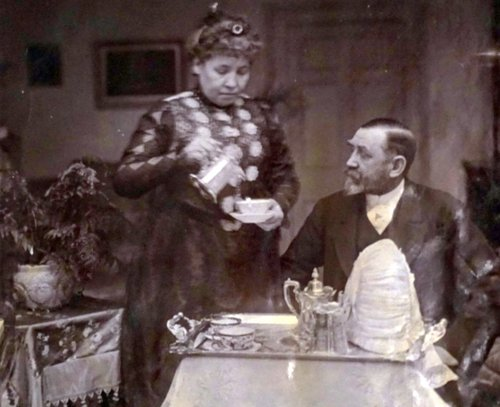
I Goold fotografati mentre prendono il tè (data incerta)

Lo stile di vita della coppia era troppo costoso per i loro mezzi e i due finirono presto con l'indebitarsi pesantemente. A lungo andare la sartoria di Marie si rivelò un insuccesso, soprattutto perché la proprietaria aveva il vizio di chiedere frequenti prestiti ai propri clienti e anche in conseguenza della bancarotta dell'azienda di modisteria da cui la coppia si riforniva. Sommersi dai debiti, per evitare guai, nel 1897 i Goold emigrarono in Canada, a Montréal, dove aprirono un'altra sartoria. Cominciarono a presentarsi come "Sir" e "Lady" Goold, millantando titoli nobiliari che in realtà non possedevano.
Fu proprio a Montréal che i Goold divennero fortemente dipendenti dal gioco d'azzardo, esaurendo nel giro di poco tempo i lauti proventi della loro attività nei casinò canadesi. Perseguitati dai creditori, dapprima tentarono di inscenare la morte di James Goold, IV barone Goold, fratello maggiore di Vere, per far credere di essere in procinto di ottenere una grossa eredità. Lasciarono infine il Canada per trasferirsi nuovamente in Inghilterra tra il 1903 e il 1904, cedendo il negozio di Montréal in gestione a una conoscente, Charlotte Shranz di Ottawa, che sarebbe in seguito divenuta una delle fonti del New York Times quando il giornale indagò sulla vita della coppia.
Per mantenersi aprirono una lavanderia a Liverpool, ma nemmeno questa ebbe successo. Per sfuggire ai debiti sempre più pressanti, i Goold lasciarono che fosse un'impiegata a gestire le loro attività e presero a spostarsi continuamente da un luogo all'altro, mettendo anche in giro la falsa voce della morte di Marie ad Algeri. Come affermò dopo essere stato arrestato, Goold e la moglie risiedettero per un periodo anche nei Paesi Bassi, sopravvivendo grazie agli aiuti finanziari di una sorella di lui. Tra il 1904 e il 1905, la coppia risiedette per la prima volta a Monte Carlo.

### Il delitto del baule di Monte Carlo

#### A Monte Carlo

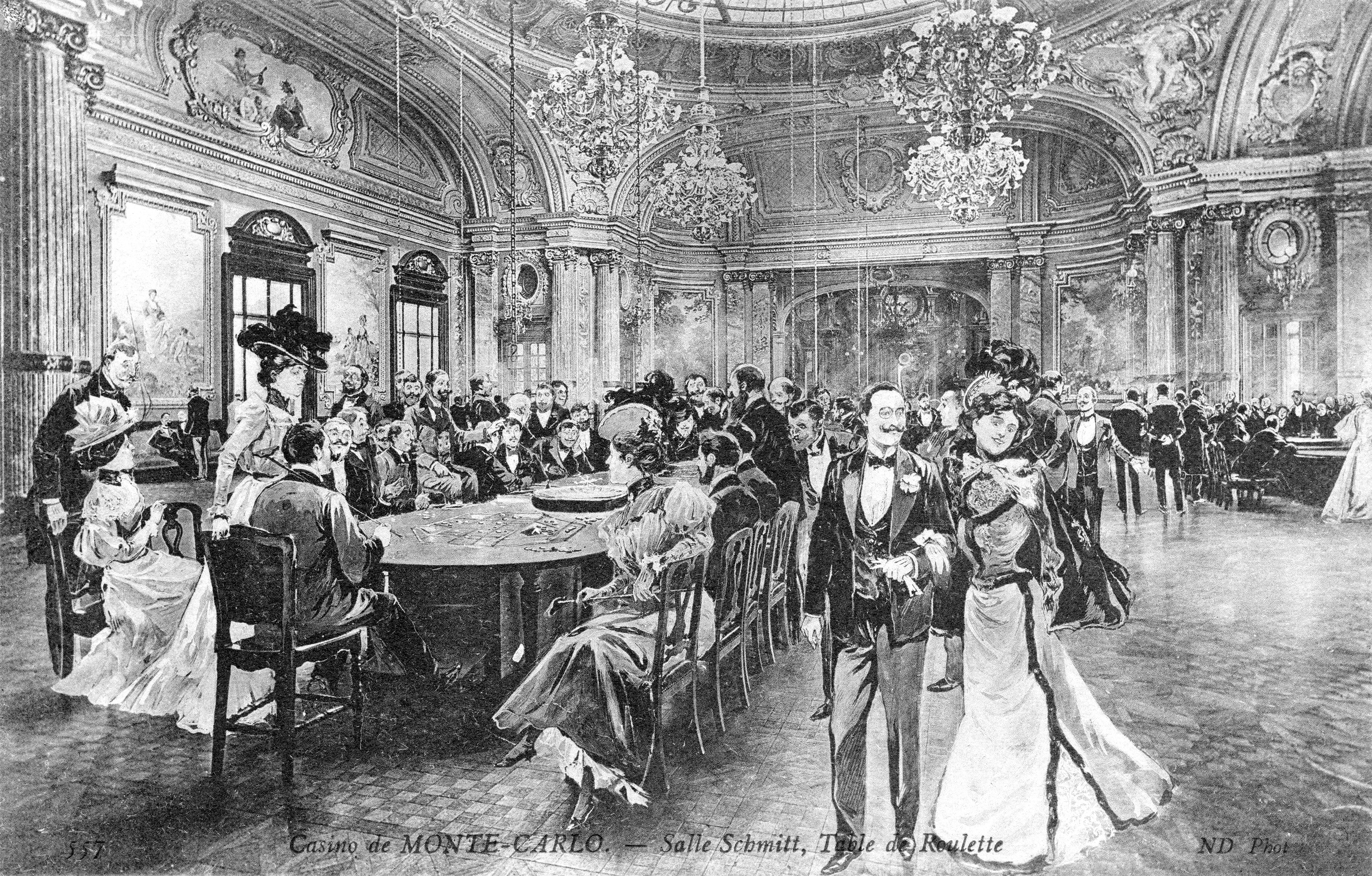
Il Casinò di Monte Carlo in una cartolina del 1910

Già durante il soggiorno canadese Vere Goold aveva tentato di elaborare un sistema per vincere alla roulette, ma senza successo. Nel 1907 la signora Goold persuase il marito a tornare a Monte Carlo per provare a sbancare il locale casinò, convincendolo di aver escogitato un metodo vincente per la roulette. Bloccati a Parigi per mancanza di fondi, riuscirono a partire per Monte Carlo ottenendo altri prestiti e impegnando illegalmente un diamante. Portarono con sé anche una nipote di Marie, Isabelle Girodin, che aveva già vissuto con loro in Canada, e presero alloggio a Villa Menesini; sfoggiando i titoli fasulli di Sir e Lady, i Goold parvero integrarsi alla perfezione nel piccolo principato, che basava la propria economia proprio sulle entrate derivanti dal gioco d'azzardo. Il loro sistema dapprima parve funzionare, ma già dopo pochi giorni i Goold dilapidarono tutti i loro averi e si ritrovarono senza fondi.
Al casinò incontrarono una ricca ereditiera svedese, Emma Levin, vedova di un agente finanziario di Stoccolma. La signora Levin aveva già un'amica del posto, madame Castellazi, e madame Goold si aggiunse alla loro compagnia con l'intento di farsi prestare del denaro per continuare a giocare d'azzardo. Marie Goold riuscì a convincere Emma Levin a prestarle una certa somma (almeno alcune decine di franchi, ma secondo alcuni addirittura 1 000), così come alcuni gioielli che i Goold diedero in pegno per altri soldi da sperperare al gioco.
Le signore Goold, Levin e Castellazi tuttavia finirono presto per litigare in pubblico, causando notevole scandalo. Madame Levin, la cui fortuna era stata erosa dai numerosi prestiti concessi troppo generosamente (non solo ai Goold), decise allora di andarsene dal principato per evitare ulteriore cattiva pubblicità.

#### L'omicidio e la scoperta del delitto
Prima di andarsene, il 4 agosto 1907 Emma Levin si recò alla villa dove alloggiavano i Goold per riscuotere il denaro che le dovevano. Nessuno la rivide in vita. Quel giorno i Goold erano da soli, avendo fatto allontanare la nipote Isabelle con una scusa; nel pomeriggio un vicino udì un urlo di donna ma, pensando fosse solo uno dei frequenti litigi della coppia, lo ignorò. Madame Castellazi aspettava Emma Levin al suo albergo, ma a mezzanotte l'amica non era ancora tornata; temendo allora per la sua incolumità, andò alla polizia per denunciarne la scomparsa. Il 5 agosto gli agenti si recarono presso l'albergo dei Goold, solo per scoprire che erano partiti poco prima per Marsiglia, lasciandosi dietro la nipote, ignara di quanto stesse accadendo. Nella loro suite vennero ritrovate delle macchie di sangue, poi alcuni oggetti (una sega e un martello) anch'essi sporchi di sangue.

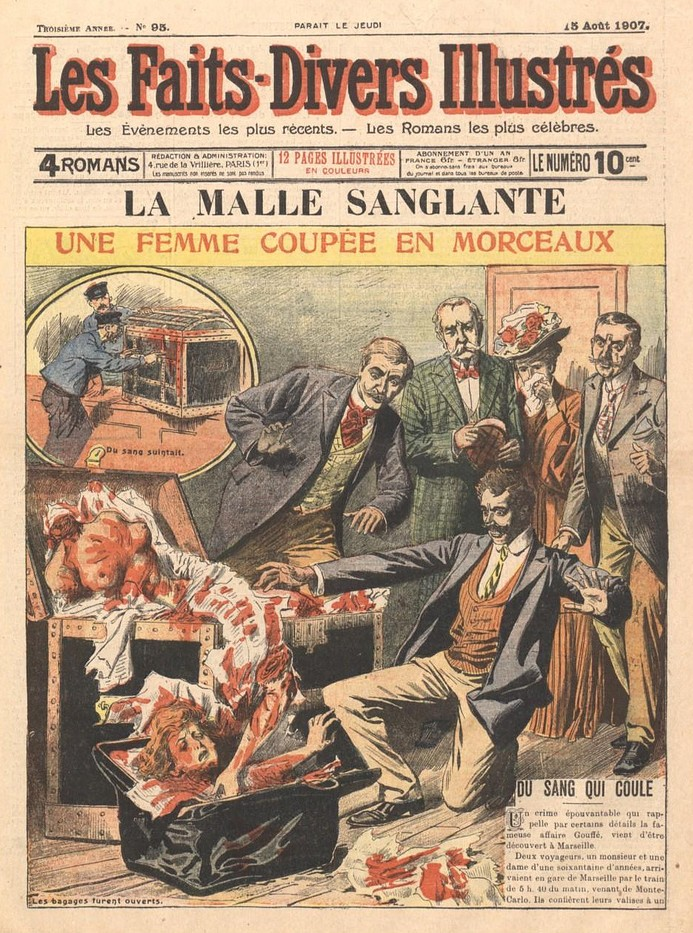
Il ritrovamento del corpo di Emma Levin secondo la stampa dell'epoca, con i Goold riconoscibili sullo sfondo

I Goold vennero rintracciati il 6 agosto in un albergo di Marsiglia, in procinto di fuggire a Londra. Avevano lasciato un grosso bagaglio alla stazione ferroviaria di Saint-Charles, ordinando di farlo spedire in Inghilterra, ma il responsabile dello smistamento bagagli, Louis Pons, aveva notato che puzzava e che c'era del sangue che colava dal fondo. Pons allora rintracciò i Goold, chiedendo loro spiegazioni; la coppia si giustificò dicendo che il bagaglio era pieno di carne di pollo appena macellata. Marie tentò di corromperlo, spingendolo ad andarsene senza dire nulla a nessuno. L'impiegato, non credendo alla loro versione e insospettito, contattò le autorità: i Goold vennero fermati dagli agenti francesi prima che potessero lasciare Marsiglia. Aperto il bagaglio, vi si trovarono i resti smembrati di Emma Levin. Dopo un'ulteriore ispezione, altri resti della donna furono rinvenuti nella borsa personale di Vere Goold. Non è chiaro cosa i due intendessero fare del cadavere: per sbarazzarsene, alla stazione avevano lasciato disposizioni per spedire il bagaglio in Inghilterra, ma in seguito Vere Goold confessò di averlo portato a Marsiglia per gettarlo in mare.

### Il destino dei Goold

#### Processo e condanna
Inizialmente i Goold negarono di aver ucciso Emma Levin. La prima versione che diedero alla polizia francese fu che un amante geloso aveva sorpreso la donna mentre si trovava nella loro stanza e l'aveva uccisa; la coppia, temendo di non essere creduta, aveva quindi tentato di nascondere il cadavere. Il racconto risultò assai poco credibile agli occhi degli investigatori; Vere Goold, che amava profondamente la moglie, confessò infine di essere lui l'assassino e di aver ucciso madame Levin in uno scatto d'ira causato dall'ubriachezza.

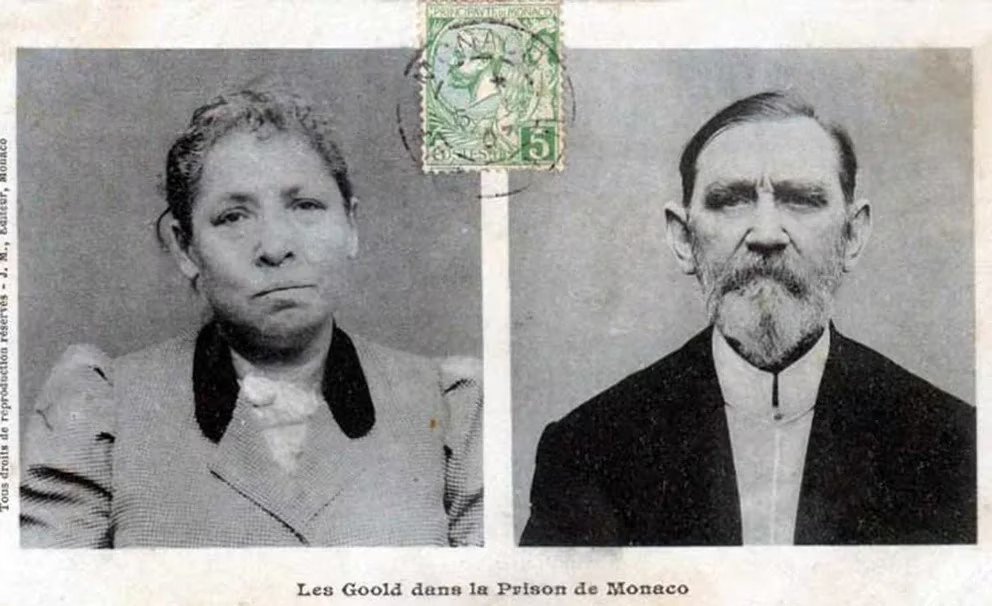
Foto segnaletiche di Marie e Vere Goold scattate nella prigione di Monaco (1907)

Presto però dagli interrogatori emersero il carattere debole di Vere e quello invece assai forte della moglie, e divenne chiaro che era stata la donna ad architettare l'omicidio, così come a perpetrarlo. Era infatti l'unica dei due che presentava ferite e lividi compatibili con una lotta, mentre il marito non aveva mai dato segno di essere violento. Dalla ricostruzione degli inquirenti, mentre Vere Goold distraeva madame Levin, Marie l'aveva uccisa colpendola alla testa con un oggetto contundente (probabilmente un attizzatoio oppure il martello già rinvenuto) e poi finendola a coltellate; non risultò invece chiaro se la moglie l'avesse già istruito sul da farsi oppure se l'omicidio fosse il risultato di una sua iniziativa, cui il marito dovette adeguarsi una volta compiuto. L'opera di smembramento era stata poi così meticolosa da far dubitare al magistrato che si occupò del caso che Vere (noto alcolista) ne fosse il solo responsabile. Il movente dell'omicidio era stato la volontà di non saldare l'enorme debito accumulato dai Goold nei confronti della ricca vedova e di derubarla dei gioielli che indossava al momento della morte.
Il processo che seguì al cosiddetto "delitto del baule di Monte Carlo" (Monte Carlo Trunk Murder), data la posizione sociale degli imputati e l'efferatezza del loro crimine, ebbe grande risonanza mondiale. Ad assistervi vi fu anche il direttore della Sûreté, e la popolazione monegasca dovette essere tenuta fuori a forza dal tribunale per evitare il linciaggio degli assassini. Il procedimento subì uno stallo temporaneo, poiché era incerto se se ne dovessero occupare le autorità del Principato di Monaco, dov'era stato commesso l'omicidio, oppure quelle della Francia, dov'era stato scoperto; infine, nonostante la riluttanza dei monegaschi a testimoniare, fu il tribunale di Monaco a procedere, istituendo ufficialmente il processo il 2 dicembre 1907, con la piena collaborazione delle autorità francesi. Fu inoltre permesso che gli atti venissero riportati per intero sui quotidiani. Durante il procedimento, il passato di Vere Goold fu analizzato da un profilatore assunto dallo Stato francese, il quale determinò che la deriva della sua vita fosse stata causata dalla precoce morte dei genitori, che l'aveva lasciato senza punti di riferimento. Durante il processo, Vere Goold diede segni di squilibrio e arrivò ad aggredire anche il proprio avvocato, forse nel tentativo di farsi passare per malato di mente e ricevere una pena meno severa.
Infine, il 4 dicembre successivo, Marie Goold, riconosciuta come mente ed esecutrice materiale dell'omicidio di Emma Levin, venne condannata alla ghigliottina. Vere Goold invece, riconosciuto solamente complice e con l'attenuante dell'ubriachezza, venne condannato all'ergastolo sulla remotissima isola del Diavolo, nella Guyana francese.

#### Deportazione e morte

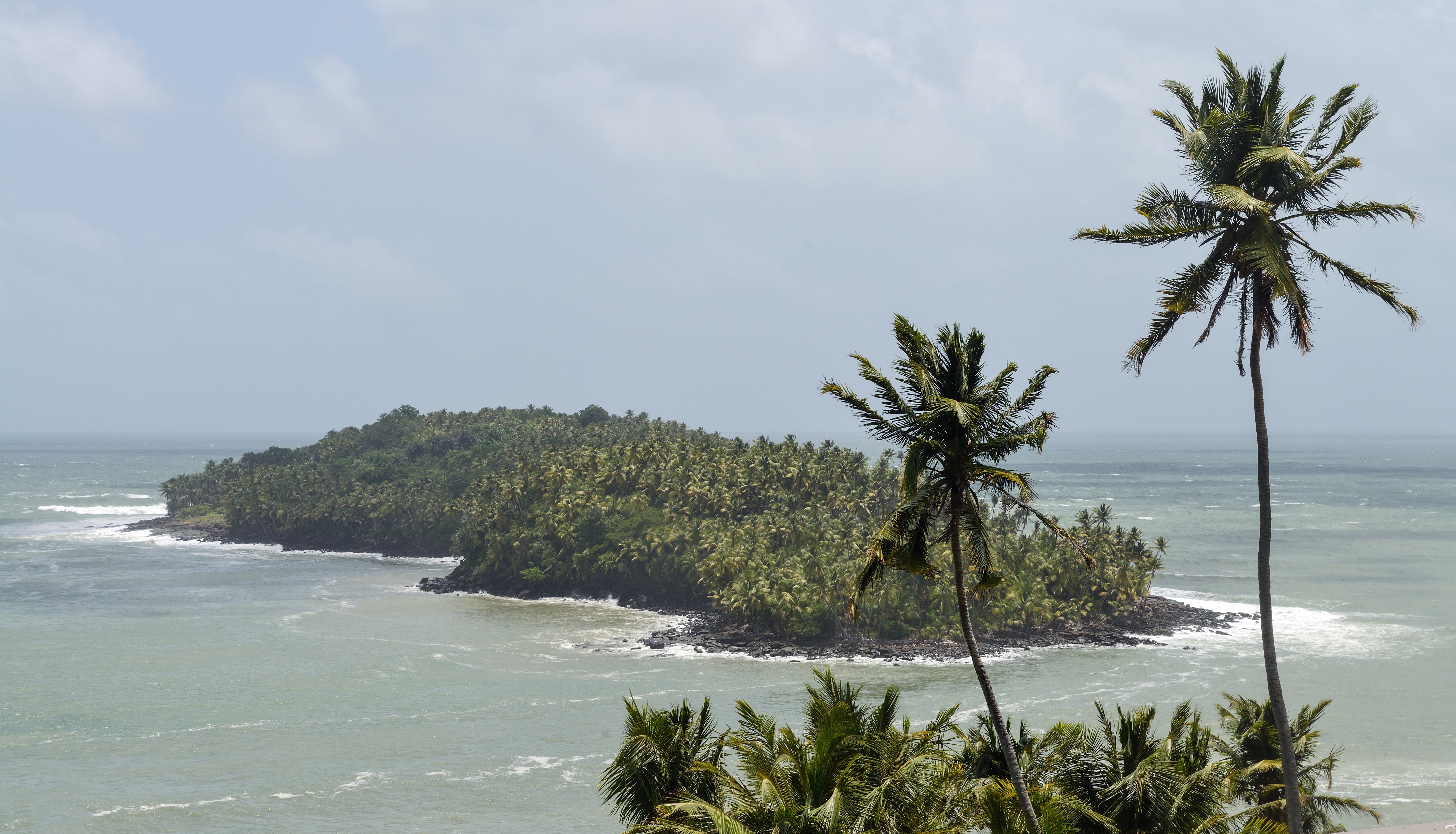
Veduta dell'isola del Diavolo, dove Vere St. Leger Goold fu internato tra il 1908 e il 1909, quando vi morì

Entrambi i coniugi non sopravvissero a lungo nel sistema carcerario francese. Per i primi mesi del 1908 si trascinarono entrambi gli appelli della coppia, con la speranza di ricevere pene più lievi, ma invano (solo la pena di Marie fu commutata in ergastolo nel febbraio successivo); Vere St. Leger Goold fu deportato in Guyana, giungendovi nell'estate 1908 a bordo della nave-prigione La Loira. Presto, però, si dimostrò troppo provato per eseguire i lavori più pesanti e venne così riassegnato all'ospedale della colonia come infermiere. Durante la prigionia, visse isolato dagli altri detenuti per la propria scarsa dimestichezza con il francese e scrisse alcuni quaderni di memorie, dove alternava racconti del delitto commesso con ricordi d'infanzia e della prima maturità; nei suoi scritti, Vere Goold dimostrava di essere un individuo profondamente disturbato, incapace di provare emozioni e probabilmente affetto da qualche malattia mentale. Poco prima di morire, venne citato in un reportage della rivista L'Illustrazione Italiana sulle colonie penali francesi in Guyana.
Stremato dalla durezza della prigionia, Vere St. Leger Goold morì l'8 settembre 1909, suicida o fiaccato da una malattia tropicale, meno di un anno dopo il suo arrivo sull'isola del Diavolo, come confermato in un telegramma delle autorità locali al governo centrale (anche se la censura dell'epoca non permise d'indicare correttamente l'isola del Diavolo come luogo del decesso). Marie Goold invece morì di febbre tifoide in una prigione di Montpellier, nel gennaio 1914.
La famiglia Goold non si riprese mai dall'enorme perdita di reputazione causata da Vere, tanto che il fratello James, nonostante il titolo nobiliare, fu costretto a vivere nell'anonimato dopo essere emigrato in Australia. Anche la reputazione di Isabelle Girodin, nipote degli assassini, risultò compromessa e morì, ancora giovane, di consunzione, pochi anni più tardi.

## Nella cultura di massa
La vita e i crimini di Vere St. Leger Goold furono oggetto di diverse reinterpretazioni, segnatamente uno spettacolo teatrale di genere grottesco intitolato Love All e un docu-drama del 2012 del canale TV irlandese TG4 intitolato Dhá Chúirt (in gaelico irlandese "Due corti", giocando sul doppio senso di court, che significa sia "campo da gioco" che "aula di tribunale").

## Finali del Grande Slam

### Singolare

#### Perse
| Anno | Torneo    | Avversario nella finale | Punteggio     |
| ---- | --------- | ----------------------- | ------------- |
| 1879 | Wimbledon | John Hartley            | 2-6, 4-6, 2-6 |

## Relazioni familiari

### Ascendenza
L'ossessione di Vere St. Leger Goold per il possesso di un titolo nobiliare era in parte giustificata dai suoi numerosi antenati illustri appartenenti all'aristocrazia britannica, come riportato di seguito.
|                               |               |                                      | Genitori                          |  |  | Nonni |  |  | Bisnonni            |  |  | Trisnonni    |  |
|                               |               |                                      |                                   |  |  |       |  |  | Henry Michael Goold |  |  | George Goold |  |
|                               |               |                                      |                                   |  |  |       |  |  | Henry Michael Goold |  |  | George Goold |  |
|                               |               | Catherine May Galwey                 |                                   |  |  |       |  |  | Henry Michael Goold |  |  |              |  |
| George Goold, II barone Goold |               |                                      |                                   |  |  |       |  |  | Henry Michael Goold |  |  |              |  |
|                               |               | Catharine O'Callaghan                | Donatt O'Callaghan                |  |  |       |  |  |                     |  |  |              |  |
|                               |               | Catharine O'Callaghan                | Donatt O'Callaghan                |  |  |       |  |  |                     |  |  |              |  |
|                               |               | Catharine O'Callaghan                | …                                 |  |  |       |  |  |                     |  |  |              |  |
| George Ignatius Goold         |               | Catharine O'Callaghan                |                                   |  |  |       |  |  |                     |  |  |              |  |
|                               |               | Valentine Browne, I conte di Kenmare | Thomas Browne, IV visconte Browne |  |  |       |  |  |                     |  |  |              |  |
|                               |               | Valentine Browne, I conte di Kenmare | Thomas Browne, IV visconte Browne |  |  |       |  |  |                     |  |  |              |  |
|                               |               | Valentine Browne, I conte di Kenmare | Anne Cooke                        |  |  |       |  |  |                     |  |  |              |  |
| Charlotte Browne              |               | Valentine Browne, I conte di Kenmare |                                   |  |  |       |  |  |                     |  |  |              |  |
|                               |               | Charlotte Dillon                     | Henry Dillon, XI visconte Dillon  |  |  |       |  |  |                     |  |  |              |  |
|                               |               | Charlotte Dillon                     | Henry Dillon, XI visconte Dillon  |  |  |       |  |  |                     |  |  |              |  |
|                               |               | Charlotte Dillon                     | Charlotte Lee                     |  |  |       |  |  |                     |  |  |              |  |
| Vere St. Leger Goold          |               | Charlotte Dillon                     |                                   |  |  |       |  |  |                     |  |  |              |  |
|                               | William Smith | John Smith                           |                                   |  |  |       |  |  |                     |  |  |              |  |
|                               | William Smith | John Smith                           |                                   |  |  |       |  |  |                     |  |  |              |  |
|                               | William Smith | Sarah Buckenham                      |                                   |  |  |       |  |  |                     |  |  |              |  |
| James Webber Smith            | William Smith |                                      |                                   |  |  |       |  |  |                     |  |  |              |  |
|                               |               | Anne Heron                           | …                                 |  |  |       |  |  |                     |  |  |              |  |
|                               |               | Anne Heron                           | …                                 |  |  |       |  |  |                     |  |  |              |  |
|                               |               | Anne Heron                           | …                                 |  |  |       |  |  |                     |  |  |              |  |
| Clara Webber Smith            |               | Anne Heron                           |                                   |  |  |       |  |  |                     |  |  |              |  |
|                               |               | John Simeon, I baronetto Simeon      | Richard Simeon                    |  |  |       |  |  |                     |  |  |              |  |
|                               |               | John Simeon, I baronetto Simeon      | Richard Simeon                    |  |  |       |  |  |                     |  |  |              |  |
|                               |               | John Simeon, I baronetto Simeon      | Elizabeth Hutton                  |  |  |       |  |  |                     |  |  |              |  |
| Eleanora Simeon               |               | John Simeon, I baronetto Simeon      |                                   |  |  |       |  |  |                     |  |  |              |  |
|                               |               | Rebecca Cornwall                     | John Cornwall                     |  |  |       |  |  |                     |  |  |              |  |
|                               |               | Rebecca Cornwall                     | John Cornwall                     |  |  |       |  |  |                     |  |  |              |  |
|                               |               | Rebecca Cornwall                     | …                                 |  |  |       |  |  |                     |  |  |              |  |
|                               |               | Rebecca Cornwall                     |                                   |  |  |       |  |  |                     |  |  |              |  |

### Parentele
L'attore David Niven, nato l'anno successivo della morte di Vere St. Leger Goold, era un suo lontano cugino, in quanto a sua volta discendente del generale James Webber Smith (la madre di Goold, Clara Webber Smith, era sorella di James Webber Smith, omonimo del padre e bisnonno di Niven).

### Annotazioni
1. ↑  Non essendo noti tutti gli incontri disputati da Goold, sono qui conteggiati solo quelli del torneo di Wimbledon 1879, le due finali dell'Irish Open, la finale di Cheltenham e le tre amichevoli successive. Cfr. (EN) Vere 'St. Leger' Goold, su wimbledon.com.
2. ↑  Non c'è tuttavia certezza sul luogo della sua nascita; molte fonti riportano che fosse nativo di Waterford (Cfr. James Doherty, The Irish Gentleman Convict Who Nearly Won Wimbledon, su thewildgeese.com, 2011. URL consultato il 25 maggio 2022 (archiviato dall'url originale il 25 giugno 2012)., How Ireland's first Wimbledon hero died a convicted killer, su independent.ie, 23 giugno 2011. e Collins 2003, p. 771), altre invece di Clonmel (Cfr. Panatta 2019, cap. Alla destra del giudice di sedia, St. Leger Goold, l'assassino, p. 1 e Ó Domhnaill 2015, p. 108).
3. ↑  Al netto dell'inflazione, più di 2 000 sterline attuali (ottobre 2023). Cfr. (EN) Inflation calculator, su bankofengland.co.uk.
4. ↑  Affrontò principalmente dilettanti: nel primo turno sconfisse F. Durant (6-1, 6-2, 6-3), nel secondo James Vans Agnew (6-3, 6-2, 6-1), nel terzo A. J. Mulholland (6-4, 2-6, 6-1, 6-4) e ai quarti di finale G. Tabor (6-2, 6-3, 5-6, 6-3). Cfr. Panatta 2019, cap. Alla destra del giudice di sedia, St. Leger Goold, l'assassino, p. 2,  Tom Higgins, Goold, Vere Thomas St Leger, su dib.ie. e (EN) Vere 'St. Leger' Goold, su wimbledon.com.
5. ↑  Lo stesso Vere Goold fu anche prossimo a vincere la finale a tavolino, poiché Hartley era tornato nello Yorkshire per officiare la messa domenicale della sua parrocchia e non era affatto certo un suo ritorno in tempo per disputare la partita. Cfr.  Tom Higgins, Goold, Vere Thomas St Leger, su dib.ie.
6. ↑  Pare che a volte si facesse chiamare "Violet", come riportano anche alcuni giornali dell'epoca e gli atti processuali francesi del 1907. Cfr. (EN) Senza titolo (PDF), in New York Times, 14 agosto 1907., (FR) Un Couple d'Assassins, in Le Journal, 3 dicembre 1907,  pp. 1-2., Collins 2003, p. 771 e O'Neill 2014, p. 153.
7. ↑  Kingston, parlando dei suoi due precedenti matrimoni, afferma che sfruttò e infine derubò i mariti, lasciando intendere che le loro morti siano giunte sempre al momento giusto per lei e che quindi potrebbe avervi avuto qualcosa a che fare. Cfr. Kingston 1921, pp. 80-81 e 83 e Sheridan 2012, cap. 10, p. 1.
8. ↑  Talvolta scritto Liven (Cfr. James Doherty, The Irish Gentleman Convict Who Nearly Won Wimbledon, su thewildgeese.com, 2011. URL consultato il 25 maggio 2022 (archiviato dall'url originale il 25 giugno 2012).), e per alcuni era invece danese (Cfr. Donal Lynch, The Irish murderer of Monte Carlo, su independent.ie, 1º gennaio 2012. URL consultato il 20 novembre 2023 (archiviato dall'url originale il 12 novembre 2023). e O'Neill 2014, p. 153).
9. ↑  Il Sunday Times di Perth riportò che fosse stato giustiziato, ma è una notizia falsa. Cfr.  The Monte Carlo Horror - Mrs. Gould Dies in Prison, 11 gennaio 1914.
10. ↑  Kingston, contrariamente a tutte le altre fonti, sostiene che Marie Goold fu deportata in Guyana assieme al marito e che vi morì prima di lui. Cfr. Kingston 1921, p. 93,  Riccardo Bisti, Finalista di Wimbledon, truffatore, assassino, suicida, su tennisitaliano.it, 7 novembre 2016.,  James Doherty, The Irish Gentleman Convict Who Nearly Won Wimbledon, su thewildgeese.com. URL consultato il 25 maggio 2022 (archiviato dall'url originale il 25 giugno 2012). e  How Ireland's first Wimbledon hero died a convicted killer, su independent.ie, 23 giugno 2011..
11. ↑  (EN) Tadgh Hickey e Aideen Wylde, Love All, 2011.
12. ↑   (EN) TG4, Dhá Chúirt, 2012.
13. ↑  Probabile vero padre di James Webber Smith, in contrasto al contrammiraglio Charles Webber che ne figurava come il genitore legale. Cfr.  Lt.-Col. James Webber Smith, su thepeerage.com.

### Riferimenti
1. 1 2 3 4 5 6 7 8 9 10 11 12 13 14 15 16 17 18 19 20   Riccardo Bisti, Finalista di Wimbledon, truffatore, assassino, suicida, su tennisitaliano.it, 7 novembre 2016. URL consultato il 20 novembre 2023 (archiviato dall'url originale il 12 novembre 2023).
2. 1 2 3 4 5 6 7 8  Panatta 2019, cap. Alla destra del giudice di sedia, St. Leger Goold, l'assassino, p. 1.
3. 1 2 3 4 5 6 7 8 9 10 11 12 13 14 15 16 17 18 19 20 21 22 23 24  (EN) James Doherty, The Irish Gentleman Convict Who Nearly Won Wimbledon, su thewildgeese.com, 2011. URL consultato il 17 ottobre 2012 (archiviato dall'url originale il 25 giugno 2012).
4. 1 2 3 4 5 6 7 8 9 10 11 12 13 14 15 16 17 18 19 20 21 22 23 24 25 26  (EN) How Ireland's first Wimbledon hero died a convicted killer, su independent.ie, 23 giugno 2011. URL consultato il 25 maggio 2022 (archiviato dall'url originale il 12 novembre 2023).
5. 1 2 3 4 5 6 7 8 9 10 11 12 13 14 15 16 17 18 19 20 21 22 23 24 25 26 27 28 29 30 31 32 33 34 35  (EN) Donal Lynch, The Irish murderer of Monte Carlo, su independent.ie, 1º gennaio 2012. URL consultato il 25 maggio 2022 (archiviato dall'url originale il 12 novembre 2023).
6. 1 2 3 4 5 6 7 8 9 10 11 12 13 14 15  (EN) Tom Higgins, Goold, Vere Thomas St Leger, su dib.ie, 2009. URL consultato il 19 novembre 2023 (archiviato dall'url originale il 12 novembre 2023).
7. 1 2 3 4 5 6 7 8 9 10 11 12  NYT, 10 agosto 1907, col. 1.
8. 1 2 3 4 5 6 7 8 9  NYT, 14 agosto 1907.
9. 1 2 3 4  Mia 2021, cap. Storia: Dalle origini alla prima guerra mondiale - Prime edizioni, p. 3.
10. 1 2 3 4 5  Collins 2003, p. 771.
11. 1 2 3 4 5 6 7 8 9   Davide Truglio, Un assassino in finale a Wimbledon: Vere Thomas St. Leger Goold, su tenniscircus.com, 7 gennaio 2017. URL consultato il 20 novembre 2023 (archiviato dall'url originale il 12 novembre 2023).
12. 1 2 3 4 5 6 7  O'Neill 2014, p. 153.
13. 1 2 3 4 5 6  Times, 16 luglio 1879.
14. 1 2 3 4 5 6  Panatta 2019, cap. Alla destra del giudice di sedia, St. Leger Goold, l'assassino, p. 2.
15. 1 2 3 4 5 6 7 8 9  Ó Domhnaill 2015, p. 108.
16. 1 2 3 4 5 6 7 8 9  Panatta 2019, cap. Alla destra del giudice di sedia, St. Leger Goold, l'assassino, p. 3.
17. 1 2 3 4  Kingston 1921, p. 84.
18. 1 2 3 4 5  Sheridan 2012, cap. 10, p. 2.
19. 1 2 3 4 5 6 7  NYT, 10 agosto 1907, col. 2.
20. ↑  Kingston 1921, pp. 79-81.
21. 1 2 3 4 5  Le Journal, 3 dicembre 1907, p. 1.
22. 1 2 3  Kingston 1921, p. 85.
23. ↑  Kingston 1921, pp. 81-83.
24. ↑  Sheridan 2012, cap. 10, pp. 1-2.
25. 1 2 3 4  NYT, 9 agosto 1907.
26. ↑  Sheridan 2012, cap. The Baronetcy Claim.
27. ↑  Le Journal, 3 dicembre 1907, p. 2.
28. 1 2 3  Kingston 1921, p. 86.
29. ↑  Kingston 1921, p. 87.
30. 1 2 3 4 5 6 7 8  Ó Domhnaill 2015, p. 109.
31. 1 2  Sheridan 2012, cap. Appointment With Death.
32. ↑  Kingston 1921, p. 88.
33. 1 2  Sheridan 2012, cap. 10, p. 3.
34. ↑  Kingston 1921, p. 89.
35. 1 2 3 4 5 6  NYT, 18 agosto 1907.
36. 1 2 3  Kingston 1921, p. 90.
37. 1 2 3  Sheridan 2012, cap. Prologue, p. 2.
38. 1 2  Kingston 1921, p. 91.
39. 1 2 3  Braude 2017, p. 114.
40. 1 2 3 4 5  NYT, 5 dicembre 1907.
41. 1 2 3  Kingston 1921, p. 92.
42. ↑  Sheridan 2012, cap. 6, p. 1.
43. 1 2 3  Braude 2017, p. 115.
44. 1 2 3 4 5 6 7  Panatta 2019, cap. Alla destra del giudice di sedia, St. Leger Goold, l'assassino, p. 4.
45. 1 2 3 4 5  Kingston 1921, p. 93.
46. ↑  Sheridan 2012, cap. Prologue, p. 1.
47. 1 2 3 4 5  Ó Domhnaill 2015, p. 110.
48. ↑  Sheridan 2012, cap. 1, p. 6.
49. 1 2  NYT, 3 dicembre 1907.
50. ↑  Le Journal, 3 dicembre 1907.
51. 1 2  NYT, 12 febbraio 1908.
52. 1 2 3  L'Illustrazione Italiana, 3 gennaio 1909, p. 154.
53. ↑  Panatta 2019, cap. Alla destra del giudice di sedia, St. Leger Goold, l'assassino, pp. 4-5.
54. 1 2 3  Panatta 2019, cap. Alla destra del giudice di sedia, St. Leger Goold, l'assassino, p. 5.
55. 1 2  Sunday Times, 11 gennaio 1914.
56. 1 2  (EN) Lt.-Col. James Webber Smith, su thepeerage.com, 8 febbraio 2016.

### Giornali dell'epoca
- (EN) The Lawn Tennis Championship, in The Times, 16 luglio 1879,  p. 10.
- (EN) Trafiletto (PDF), in New York Times, 9 agosto 1907.
- (EN) Light on the Lives of the Vere Goolds (PDF), in New York Times, 10 agosto 1907.
- (EN) Senza titolo (PDF), in New York Times, 14 agosto 1907.
- (EN) Think Goold's Wife Plotted The Murder (PDF), in New York Times, 18 agosto 1907.
- (FR) Un Couple d'Assassins, in Le Journal, 3 dicembre 1907,  pp. 1-2.
- (EN) Notes of Foreign Affairs (PDF), in New York Times, 3 dicembre 1907.
- (EN) Goolds Guilty of Murder (PDF), in New York Times, 5 dicembre 1907.
- (EN) Mrs. Goold Escapes Death (PDF), in New York Times, 12 febbraio 1908.
- Fra la perduta gente, in L'Illustrazione Italiana, Fratelli Treves, 3 gennaio 1909,  p. 154.
- (EN) The Monte Carlo Horror - Mrs. Gould Dies in Prison, in The Sunday Times, Perth, Western Australia, 11 gennaio 1914.

### Fonti moderne
- (EN) Mark Braude, Making Monte Carlo, New York, Simon & Schuster, 2017,  pp. 114-115, ISBN 978-1-4767-0969-7.
- (EN) Bud Collins, They Also Serve, in Total Tennis: The Ultimate Tennis Encyclopedia, Toronto, Sport Media Publishing Inc., 2003,  p. 771, ISBN 0-9731443-4-3.
- (EN) Charles Kingston, VI: The Monte Carlo Trunk Murderess, in Remarkable Rogues: The Careers of Some Notable Criminals of Europe and America, Londra, New York, John Lane, 1921,  pp. 79-93.
- Silvio Mia, Storia: Dalle origini alla prima guerra mondiale - Prime edizioni, in La storia dei tornei del Grande Slam, Lecce, Youcanprint, 2021, ISBN 9791220377317.
- (EN) Rónán Gearóid Ó Domhnaill, Vere St. Leger Goold, in Fadó Fadó, Kibworth Beauchamp, Matador, 2015,  pp. 108-110, ISBN 978-1-784622-30-5.
- (EN) Ciaran O'Neill, Catholics of Consequences, Oxford, Università di Oxford, 2014,  p. 153, ISBN 978-0-19-870771-4.
- Adriano Panatta, Alla destra del giudice di sedia, St. Leger Goold, l'assassino, in Il tennis l'ha inventato il diavolo, Sperling & Kupfer, 2019, ISBN 9788893429092.
- (EN) Michael Sheridan, Game, Set, Murder, Dublino, Poolberg Press, 2012, ISBN 978-1-84223-509-6.